# مانیتور کلاس کارودیکا
مانیتور کلاس کارودیکا (به انگلیسی: Charodeika-class monitor) یک کلاس از کشتی است که طول آن ۲۰۶ فوت (۶۲٫۸ متر) می‌باشد.